# Evangelische Kirche (Allendorf/Lumda)

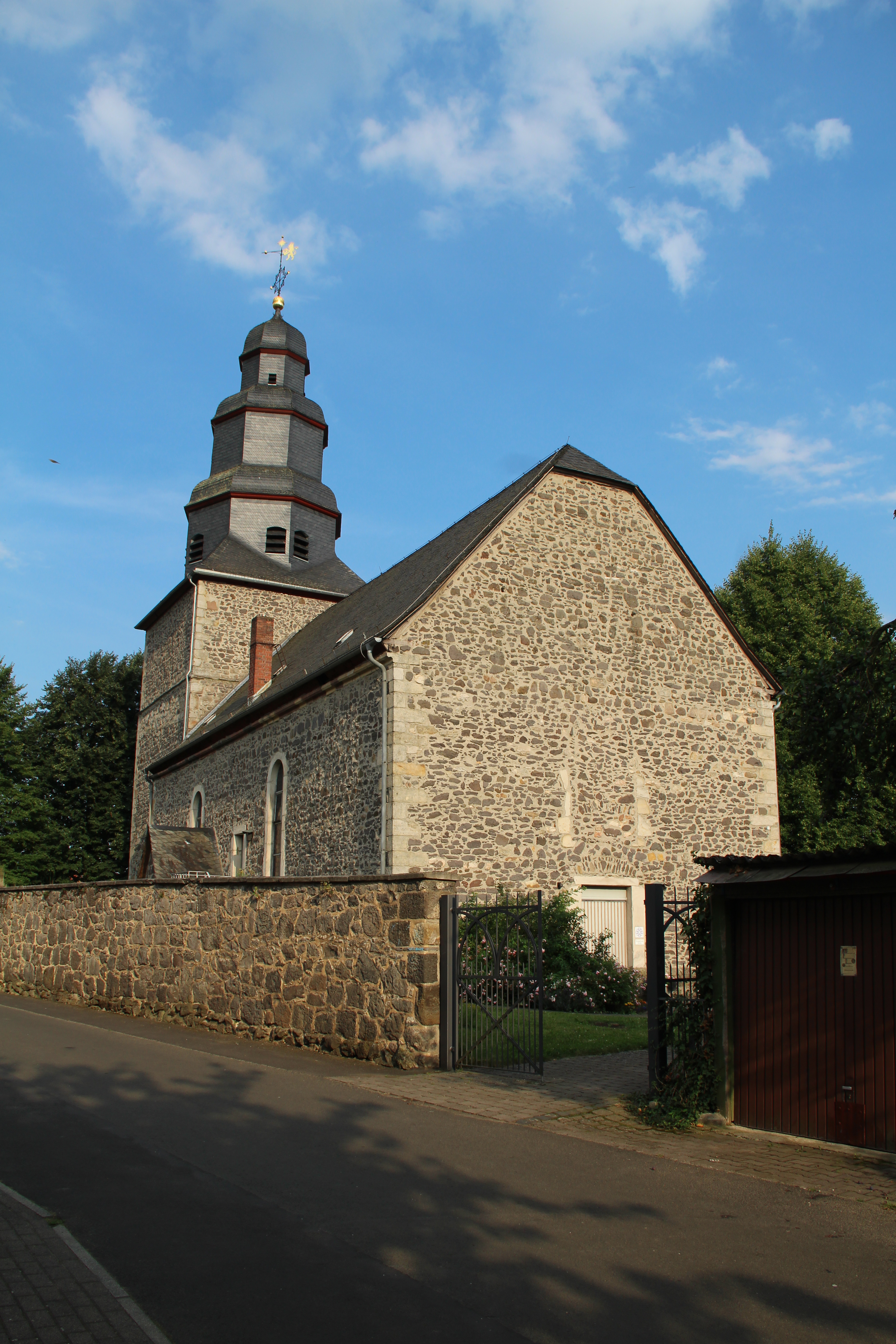
Kirche von Nordwesten

Die Evangelische Kirche ist ein denkmalgeschütztes Kirchengebäude in Allendorf (Lumda), einer Stadt im Landkreis Gießen (Hessen). Während der mächtige Chorturm auf das 14. Jahrhundert zurückgeht, erhielt das Kirchenschiff im Jahr 1731 seine heutige Gestalt. Die Kirche prägt mit ihrem dreigeschossigen Haubenhelm das Bild der Stadt und ist hessisches Kulturdenkmal.
Die Kirchengemeinde gehört zum Dekanat Gießener Land in der Propstei Oberhessen der Evangelischen Kirche in Hessen und Nassau.

## Geschichte

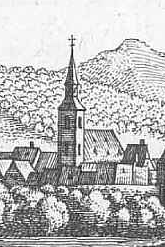
Ansicht der Kirche um 1655 aus Topographia Hassiae

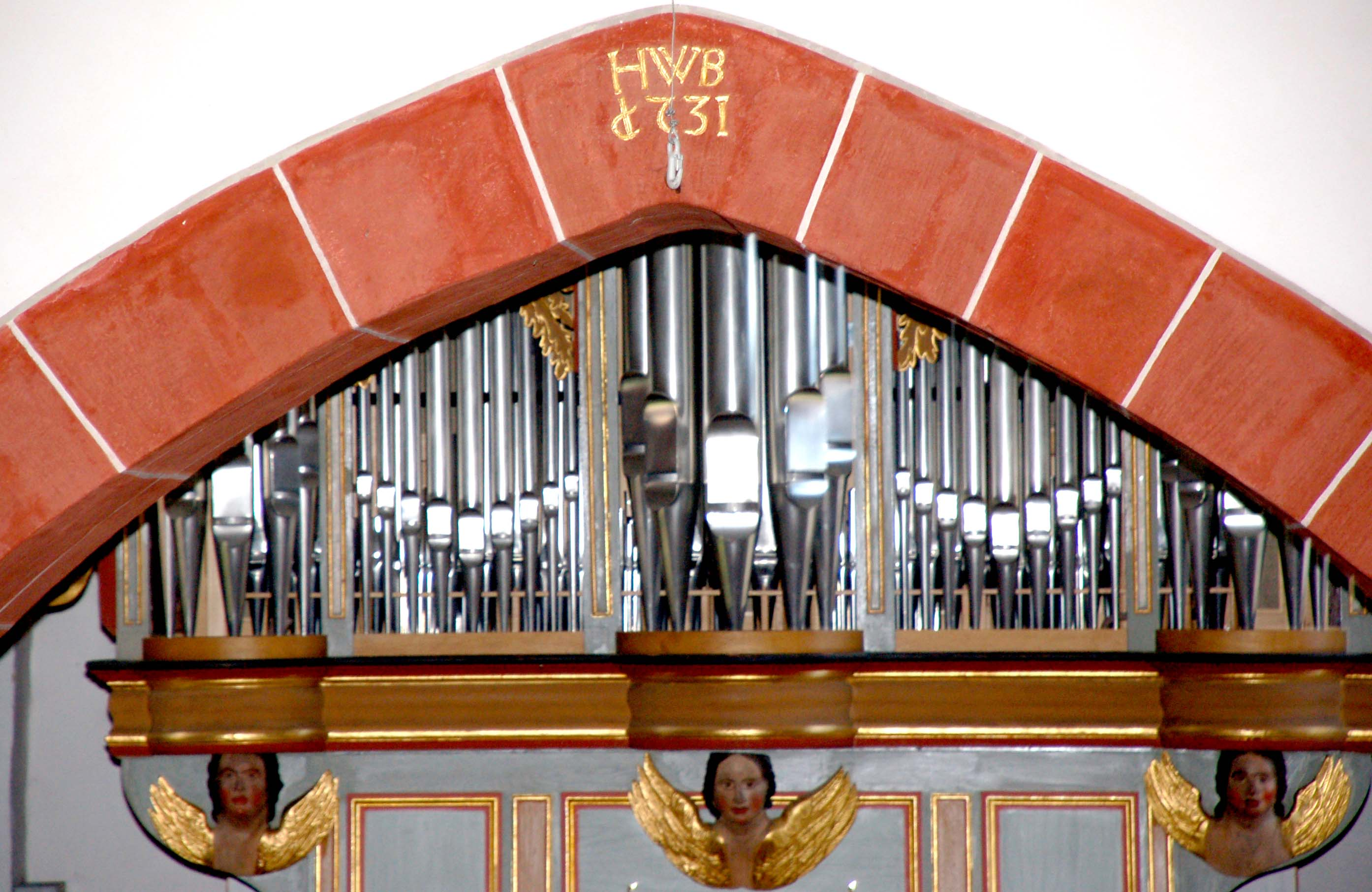
Turmbogen mit Inschrift

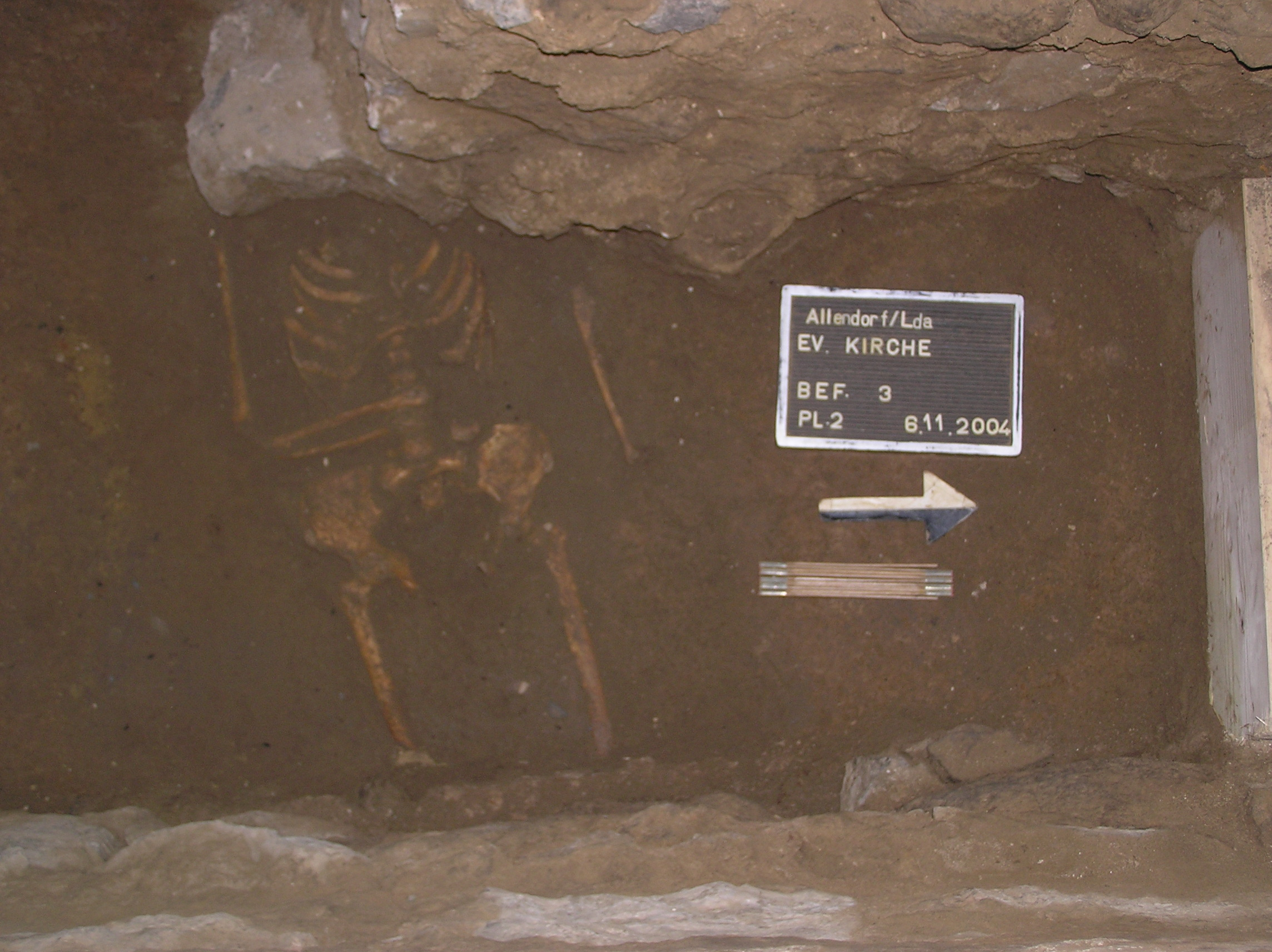
Skelett im Chorraum

Kirchlich gehörte Allendorf ursprünglich zur Pfarrei Londorf und war bei Winnen eingepfarrt. Im Jahr 1323 fiel der Ort dem hessischen Landgrafen Otto I. zu und wurde zur selbstständigen Pfarrei erhoben. In dieser Zeit des frühen 14. Jahrhunderts wurde die Kirche errichtet. Es soll sich um eine Wegekapelle gehandelt haben, die 1454 vergrößert wurde. Der Altar war der Dreifaltigkeit, dem hl. Cyriacus und der hl. Brigitte geweiht.
Im 15. Jahrhundert war Allendorf dem Archidiakonat St. Stephan in der Erzdiözese Mainz zugeordnet. Mit Einführung der Reformation 1527/28 wechselte der Ort zum protestantischen Glauben. Erster evangelischer Pfarrer war Konrad Dorplatz von Friedberg, der hier von 1548 bis etwa 1555 wirkte. Im Jahr 1606 schloss sich die Kirchengemeinde dem reformierten Bekenntnis an, um 1624 entsprechend dem Grundsatz cuius regio, eius religio wieder zum lutherischen zurückzukehren.
Ein Eckstein an der verbreiterten südlichen Außenwand, der die Jahreszahl 1586 trägt, und eine Sonnenuhr mit der Angabe „15XX“ weisen auf eine Verbreiterung der Kirche im 16. Jahrhundert hin, als das Gotteshaus in eine Predigtkirche umgestaltet wurde. Zuvor nahm das alte Schiff die Breite des Turms ein, war aber nur etwa halb so lang wie das heutige. Das Kirchengebäude wurde 1634 und am 17. Oktober 1728 von schweren Bränden heimgesucht und jeweils tiefgreifend umgebaut. Kupferstiche aus dem 17. Jahrhundert vermitteln das frühere Aussehen: Auf dem Kirchendach belichtete eine Doppelreihe von Gauben das Dachgeschoss. Der Turm hatte eine Laterne mit einem kleinen, vierseitigen Spitzhelm. Das heutige Kirchenschiff wurde von 1730 bis 1731 an der Stelle des Vorgängerbaus unter Beibehaltung älterer Teile erneuert und gegenüber dem Vorgängerbau deutlich erhöht. Der Chorturm aus dem 14. Jahrhundert blieb erhalten und erhielt statt des Spitzhelms eine dreifach gestufte Haube im Stil des Barock.
Im Zuge einer umfassenden Außen- und Innenrenovierung im Jahr 1912 wurden alte Malereien im Chorgewölbe teilweise freigelegt. Das Kirchendach wurde während des Zweiten Weltkriegs neu gedeckt, der Turm 1949 neu verschiefert. Eine umfangreiche Renovierung in den Jahren 1963 bis 1968 umfasste Sicherungs- und Steinmetzarbeiten und eine Erneuerung der Heizungsanlage und stellte im Kircheninnenraum die alte Fassung wieder her. Bei einer Hausschwammsanierung im Jahr 2004 wurden alte Skelette im Chorraum gefunden, die ursprünglich unter dem Fundament des Turmes lagen, was auf eine Vorgängerkirche hinweist.

## Architektur

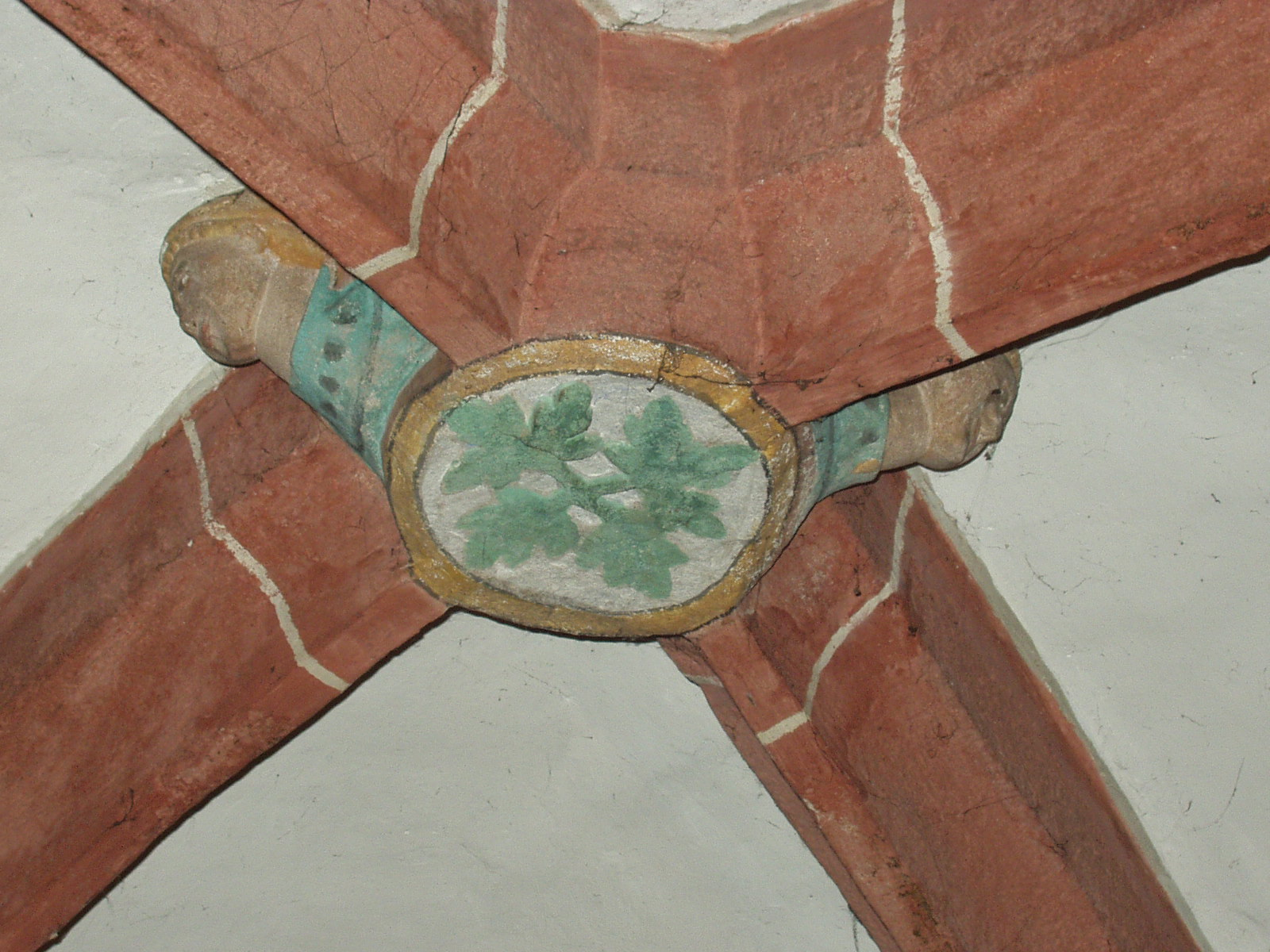
Schlussstein im Chorgewölbe

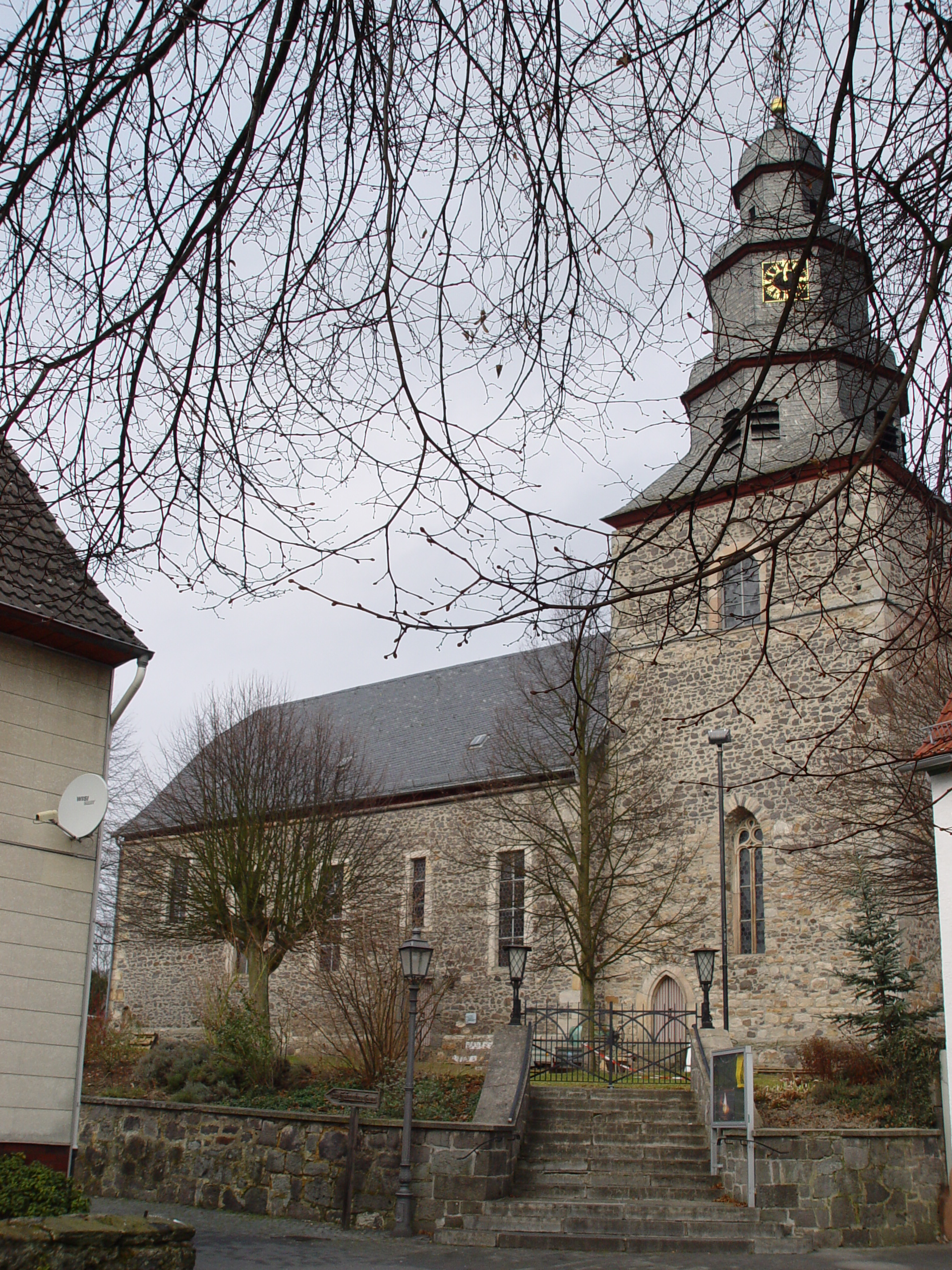
Kirche von Süden

Die geostete Kirche aus Bruchstein-Mauerwerk steht auf einem leicht erhöhten Gelände am höchsten Punkt der Stadt. Der ummauerte Kirchhof grenzt mit der Nordseite an die Stadtmauer und machte Teil der Befestigungsanlage aus.
Ältester Baukörper ist der wehrhafte Chorturm im Osten aus dem 14. Jahrhundert, der auch als Zufluchtsort diente und in die Stadtbefestigung einbezogen war. Er ist auf quadratischem Grundriss errichtet. Im kreuzrippengewölbten Altarraum sind flache gotische Sakramentsnischen eingelassen. Der südliche Choreingang diente früher den Priestern als Eingang. Die vermauerte spitzbogige und gefaste Tür in der Nordwand führte in eine Sakristei, die zu einem unbekannten Zeitpunkt abgerissen wurde. Ein Konsolstein ist an der Außenmauer noch erkennbar. Im Erdgeschoss sind an den drei freien Seiten spitzbogige Fenster angebracht, das Ostfenster ist in gotischer Zeit nach unten vergrößert worden. Im zweiten Geschoss weist der Turm Scharten auf. Über dem Gesims, das das ehemalige Glockengeschoss von den Untergeschossen abtrennt, finden sich unterschiedliche Arkadenfenster. Ein romanisches Fenster und die Reste gekuppelter spitzbogiger Fenster in spitzbogigen Blenden sind erhalten. Bekrönt wird der Turm von einem dreigeschossigen Haubenhelm, der ganz verschiefert ist und sich nach oben verjüngt und mit Welscher Haube abschließt. Die Geschosse von etwa gleicher Höhe sind achteckig und werden durch geschweifte Pultdächer verbunden.
Das Langhaus aus Bruchstein-Mauerwerk ist ein einfacher Saalbau mit leicht angewalmtem Satteldach. Sandstein wird für Eckquader und das westliche Hauptgesims eingesetzt, Lungstein am Südportal und am östlichen Teil des Hauptgesimses. Schmale rechteckige Fenster in unterschiedlicher Größe an der Südseite und rundbogige Fenster an der Nordseite (1730/31) belichten den Innenraum. Turm und Schiff werden durch einen spitzbogigen Triumphbogen miteinander verbunden, dessen Schlussstein die Inschrift „HWB 1731“ trägt. Das Westportal weist einen geraden Sturz auf (nach 1730), der gerade Sturz des profilierten gotischen Südportals ruht auf Konsolen mit Blattwerk und Figuren.

## Ausstattung

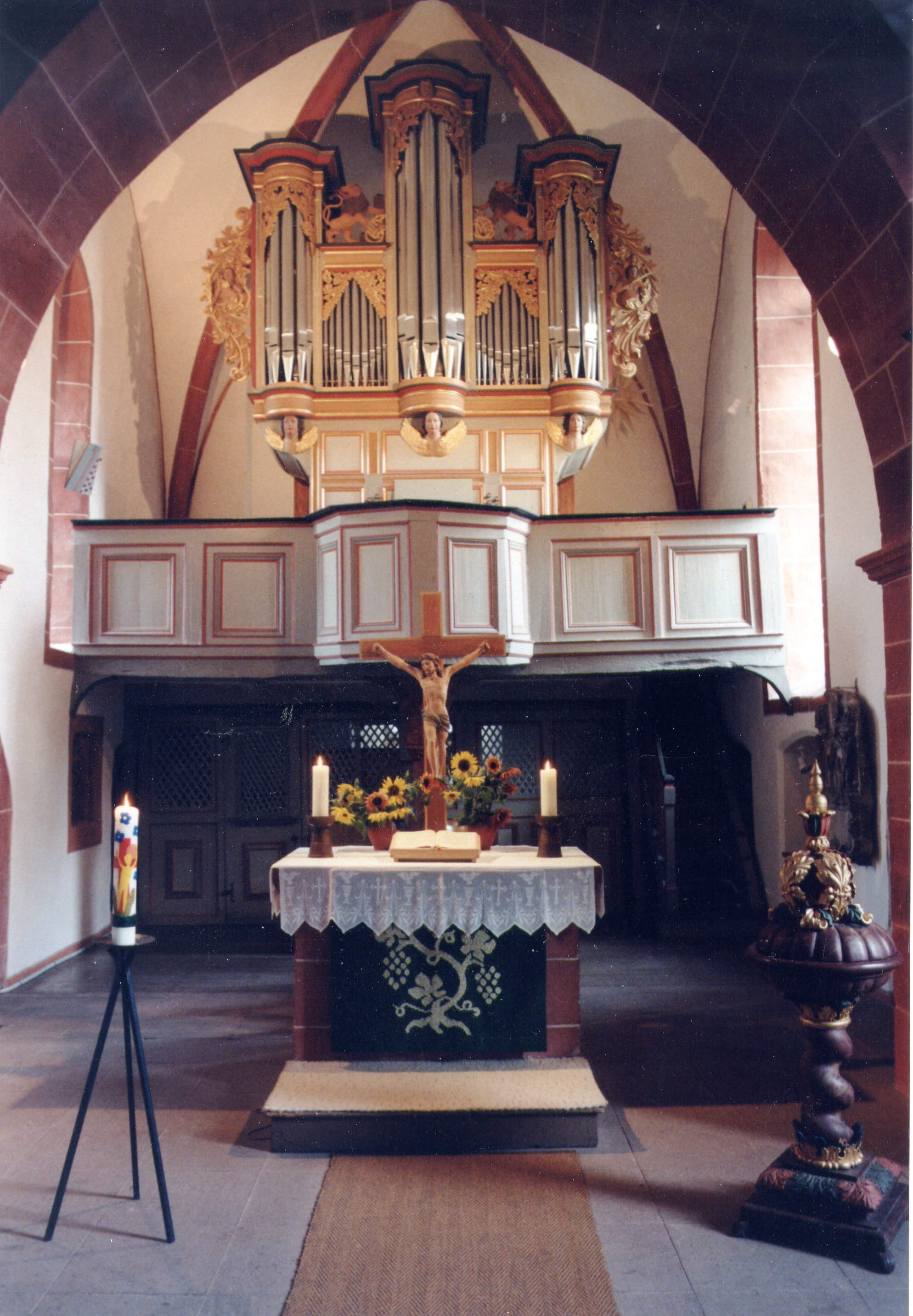
Innenraum Richtung Osten

Die Inneneinrichtung stammt von 1731 und wird durch die eingebauten Emporen auf Rundsäulen mit kassettierten Brüstungen beherrscht. Die Orgel steht im Chorturm auf einer Empore. Das hölzerne Taufbecken von 1731 aus Eichenholz steht auf einer geschnitzten gewundenen Säule. Fuß, Kapitell und Deckel sind mit Akanthusblättern reich verziert. Das Gestühl wurde 1912 bei der Innenrenovierung ersetzt. Die achteckige hölzerne Barockkanzel an der rechten Seite des Bogens weist reich profilierte Füllungen zwischen gedrehten Ecksäulen auf und hat einen kleinen Schalldeckel. Für die Kanzeltreppe wurde die Mauer durchbrochen.
Der Altar ist als schlichter Quader gestaltet. Die spitzbogige Sakramentsnische in rechteckigem, gefasten Rahmen ist 0,78 Meter hoch und 0,63 Meter breit.
Auf der Südseite im Turm ist ein Sandstein-Epitaph der Familie Willius (Will) nach 1635 frei aufgehängt. Über der lateinischen Tafelinschrift ist als Andachtsbild die Kreuzigungsszene in einem rahmenden Kreis zu sehen, der von einer weiblichen und einer männlichen Figur gehalten wird.

## Orgel

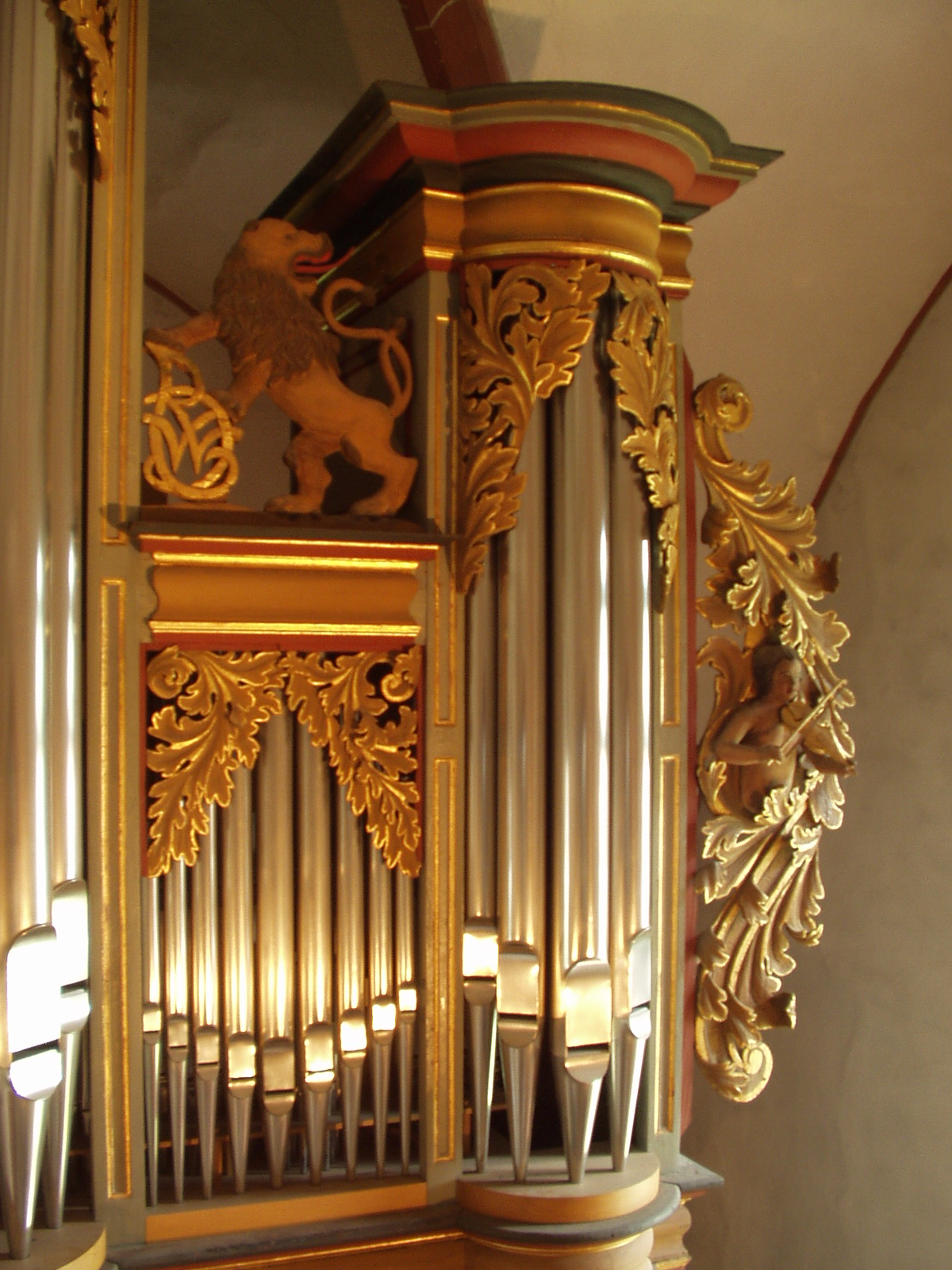
Rechte Seite des Orgelprospekts

Eine Orgel eines unbekannten Erbauers ist erstmals für das Jahr 1628 nachgewiesen, deren Mängel im Protokoll einer Kirchenvisitation aufgeführt werden. Nach dem Kirchenbrand wurde im Jahr 1737 eine neue Orgel von dem in Allendorf wirkenden Orgelbauer Johann Conrad Wagner gebaut. Eine Rötelinschrift im Rahmen des Mittelturms lautet: „Johann Conrad Wagner anno 1737 d. 16ten Martii“. Zudem trägt der überhöhte Mittelturm spiegelbildlich das Monogramm „JCW“. Die einmanualige Orgel besaß zehn Register und einen reich verzierten Prospekt mit geschnitzten Figuren. Im Jahr 1831 reparierte Johann Georg Bürgy das Werk und legte eine gleichstufige Stimmung an. Hinter dem historischen Prospekt schufen Förster & Nicolaus im Jahr 1931 ein neues Orgelwerk, das über 17 Register auf zwei Manualen und Pedal und über einen elektrischen Spieltisch verfügte.
Die heutige Orgel stammt aus dem Jahr 1996 und wurde von den Gebrüdern Oberlinger erbaut. Das rein mechanische Schleifladen-Instrument hat 15 Register, die auf zwei Manuale und Pedal verteilt sind. Der barocke Prospekt ist fünfteilig mit drei Rundtürmen und zwei überleitenden Flachfeldern. Das originale kassettierte Untergehäuse von Wagner befindet sich im örtlichen Heimatmuseum. Drei geflügelte Engelköpfe stützen die Konsolleiste des Obergehäuses. Die Pfeifenfelder werden oben mit farnförmigem Akanthus-Schnitzwerk abgeschlossen. Die seitlichen „Ohren“ bestehen aus Akanthus mit Voluten und umschließen links einen Trompete spielenden Engel, rechts einen Engel mit Violine. Die beiden niedrigen Flachfelder werden von Löwen bekrönt.
| I Echo C–g3 |                 |        |
| 1.          | Copula          | 8′     |
| 2.          | Flaut travers   | 4′     |
| 3.          | Gemshorn        | 2′     |
| 4.          | Sesquialtera II | 1 ⁄3'′ |

| II Hauptwerk C–g3 |                |       |
| 5.                | Principal      | 8′    |
| 6.                | Rohrflöte      | 8′    |
| 7.                | Viola da Gamba | 8′    |
| 8.                | Octave         | 4′    |
| 9.                | Quinte         | 2 ⁄3′ |
| 10.               | Superoctave    | 2′    |
| 11.               | Mixtur IV      | 1 ⁄3′ |
| 12.               | Trompete B/D   | 8′    |

| Pedalwerk C–f1 |              |     |
| 13.            | Subbaß       | 16′ |
| 14.            | Principalbaß | 8′  |
| 15.            | Posaune      | 16′ |

- Koppeln: I/II, I/P, II/P

## Glocken
Der Turm beherbergt drei Bronzeglocken aus dem 18. Jahrhundert.
| Nr. | Gussjahr | Gießer, Gussort                 | Durchmesser (mm) | Masse (kg) | Schlagton | Inschrift |
| 1   | 1729     | Johann Andreas Henschel, Gießen | 990              | 586        | g1        | „ANNO 1·7·2·8 DEN 1·7. OCTOWER · WAREN · WIR · MITSAMPT · STADT · UND · KERCH · VERBRAND. O · HER · HILF · UND · LAS · WOHLGELINGEN H · I · L · BERGEN · PFARHER H · E · B · MELCHIOR · RENTMEISTER H · I · I · KORMAN · H · W · FEY · BEIDE BORGEMEISTER · ANNO · 1·7·2·9· NUN GOT LOB ES IST VOLBRACHT ANDREAS – HENSCHEL HAT MICH GEMACHT · SO RUFFE ICH · MIT MEINER STIMM · ALLEN FROMEN CHRISTEN IN UNSER KIRCHE HINEIN · UND BITEN · UNSERN HERN JESUM CHRIST · DAS ER UNS FERNER · GENEDIG IST ·“ |
| 2   | 1788     | Friedrich Wilhelm Otto, Gießen  | 840              | 349        | b1+       | „WAN ICH ZUM GEBET ERSCHALLE O SO BETET ALLE GLÄUBIG ZU DEM HERRN ER WIRD TROST UND HVLF GEWÄRN H · VON · ZANGEN · REGIERUNGSRATH H · BICHMANN PFARRER H · JOHAN CHRISTOPF WAGNER BORGEMEISTER FRANZ · H · LUDWIG DERN · H IOHANNES LENTZEL H · IOH · REINHART H · ANTON DELWIG CONRATH GOS MICH IN GIESSEN FRIEDRICH WILHELM OTTO AN · 1788 H · STRECKER STADTSCHREIBER H · IOH · HENRICH WISNER UNTERBORGEMEISTER“                                                                                      |
| 3   | 1729     | Johann Andreas Henschel, Gießen | 720              | 222        | d2        | „GOS MICH ANDREAS · HENSCHEL · ANO 1728 BEHIT · UNS · GOTT · FIER · FEUERS GEFAHR · WIES · IM · JAHR · 1728 WAR DEN 17. TAG · OCTOBER GENAND · WAHREN · WIR SAMPT KIRCH UND STADT VERBRAND H · I · L· BERGEN · PFARHER H · E · B· MELCHIOR · RENDMEISTER · H · I · G · LOTZ · UND H · I · BERGEN BEIDE BURGEMEISTER·“ |